# Kabouter Plop
Kabouter Plop (Lutin Plop) est une série télévisée belge pour la jeunesse de la société Studio 100 diffusée du 27 août 1997 à 2012 sur VTM.
Le 17 février 2007, la série Le lutin Plop fait son apparition en Belgique francophone. Les personnages principaux sont le lutin Plop, Le lutin Dordebou, le lutin Bric et Pipolette.
Il est également l'objet de plusieurs parcs à thèmes, dont Plopsaland De Panne (anciennement Meli Park), dans lequel une attraction lui est dédiée : Het Bos van Plop (« la forêt de Plop »).

## Distribution
- Lutin Plop : Walter De Donder (depuis 1997)
- Lutin Klus : Aimé Anthoni (depuis 1997) (VF : Peppino Capotondi)
- Lutin Lui : Chris Cauwenberghs (1997 : 2015)
- Lutin Kwebbel : Agnes De Nul (nl) (depuis 1997)
- Lutin Smul : Luc Caals (depuis 1998)
- Lutin Smal : Hilde Vanhulle (depuis 1999)
- Lutin Felle : Maxine Janssens (depuis 2017)

## Version française
- Clément Triboulet (2007-2012) puis (depuis 2012) Antoine Van Denberghe : Lutin Plop
- Sophie D'Hondt : Lutin Pipolette (depuis 2007)
- Juan Marquez Garcia : Lutin Dordebou  (depuis 2007)
- François Langlois : Lutin Bric (depuis 2007)